# Chrášťany (ort i Tjeckien, Mellersta Böhmen, lat 49,79, long 14,58)
Chrášťany är en ort i Tjeckien.   Den ligger i regionen Mellersta Böhmen, i den centrala delen av landet, 30 km söder om huvudstaden Prag. Chrášťany ligger 300 meter över havet och antalet invånare är 176.
Terrängen runt Chrášťany är huvudsakligen platt, men norrut är den kuperad. Chrášťany ligger nere i en dal. Runt Chrášťany är det ganska tätbefolkat, med 65 invånare per kvadratkilometer. Närmaste större samhälle är Benešov, 7,6 km öster om Chrášťany. Omgivningarna runt Chrášťany är en mosaik av jordbruksmark och naturlig växtlighet.